# Province de Zagora
La province de Zagora est une subdivision à dominante rurale de la région marocaine de Drâa-Tafilalet.

## Géographie

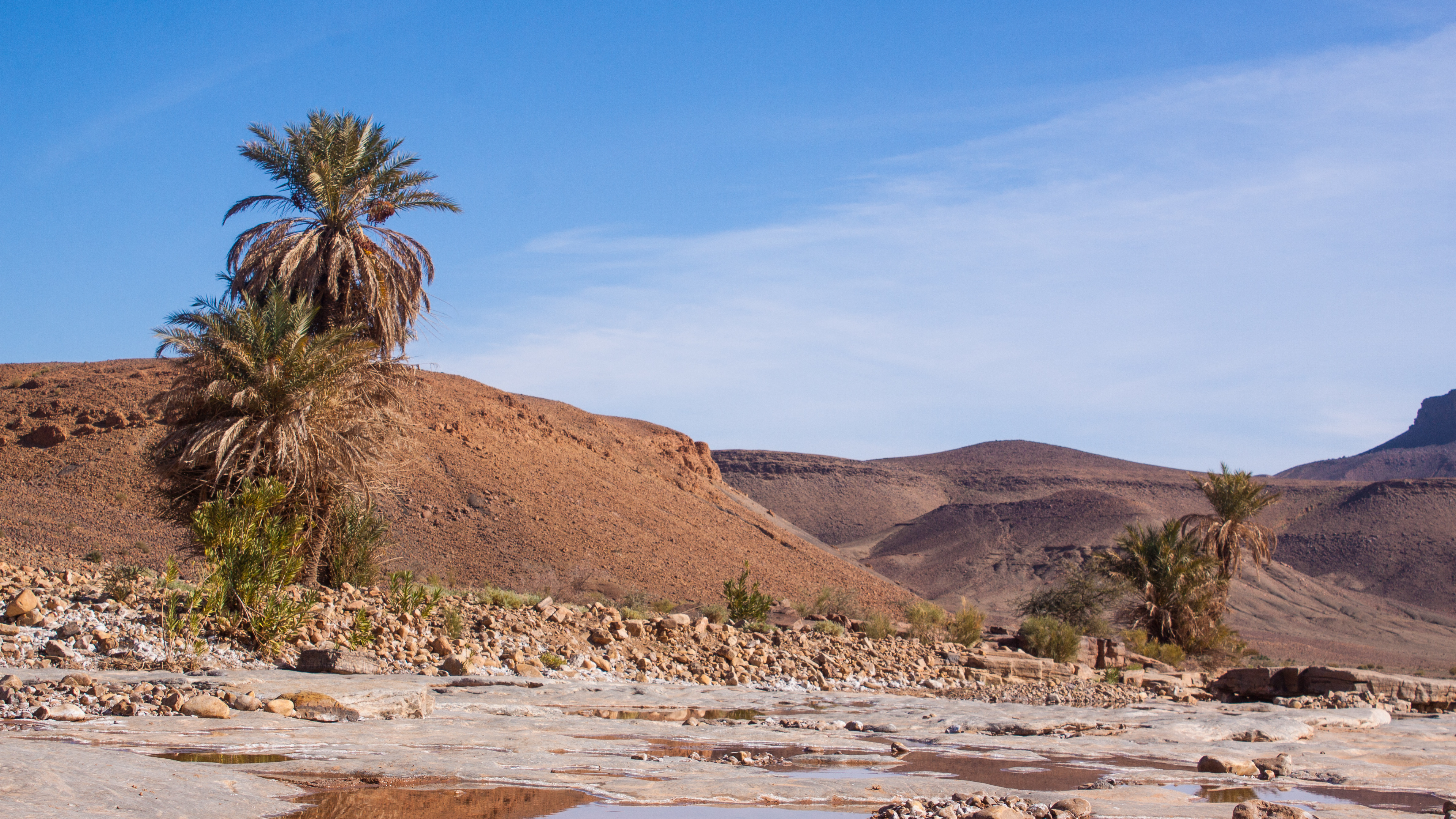
Paysage de Zagora.

La province de Zagora, avec une superficie de 23 000 km2, était la plus grande subdivision de la région de Souss-Massa-Draâ. 
Composée de vallées, de montagnes, de forêts (Acacia radiana et Tamarix aphylla[réf. souhaitée]), de plateaux désertiques, elle est riche de contrastes. Aux dunes de sable de l'Est font face les plus vastes palmeraies d'Afrique et l'oued Drâa au centre.
Six de ses communes font partie d'aires de nomadisme : M'Hamid El Ghizlane, Tagounite, Ktaoua, Aït Boudaoud, Tazarine et N'Kob.

## Administration et politique

### Découpage territorial
Selon la liste des cercles, des caïdats et des communes de 2008, telle que modifiée en 2010, la province de Zagora est composée de 25 communes, dont 2 communes urbaines (ou municipalités) : Zagora et Agdz.
Les 23 communes rurales restantes sont rattachées à 8 caïdats, eux-mêmes rattachés à 2 cercles :
- cercle de Zagora :
  - caïdat de Tinzouline : Bouzeroual, Tinzouline, Bleida, Errouha, Ternata ;
  - caïdat de Bni Zoli : Bni Zoli et Taftechna,
  - caïdat de Tamegroute : Tamegroute et Fezouata,
  - caïdat de M'Hamid : M'Hamid El Ghizlane,
  - caïdat de Tagounite : Tagounite et Ktaoua ;
- cercle d'Agdz :
  - caïdat de Tamezmoute : Afella N'Dra, Oulad Yahia Lagraire, Afra, Mezguita, Tansifte et Tamezmoute,
  - caïdat de Tazaline : Taghbalte, Aït Boudaoud et Tazarine,
  - caïdat de N'Kob : N'Kob et Aït Ouallal.